# Безмиара Кадын-эфенди
Безмиара́ Кады́н-эфе́нди (тур. Bezmiara Kadın Efendi; ум. 1 января 1909, Стамбул) — пятая или шестая жена османского султана Абдул-Меджида I. После развода с султаном ещё дважды выходила замуж; за второй брак, противоречащий традициям династии Османов, вместе с мужем была выслана из столицы.

## Имя
Турецкие историки Недждет Сакаоглу и Чагатай Улучай указывают именем шестой жены Абдул-Меджида I «Безмиара́», однако отмечают, что в списках икбал султана и некоторых других источниках она также значится под именем «Безмиджа́н». Энтони Алдерсон в своей книге «Структура Османской династии» и мемуарист Харун Ачба называют её «Безми́».

## Биография
О реальном происхождении Безмиары никаких данных нет, однако Харун Ачба пишет, что она была черкешенкой. Она была приёмной дочерью Исмаиля Искандера Али Камиля-паши, сына Мухаммеда Али Египетского; после гибели Исмаиля-паши в Судане в 1822 году его вдова Мислидженан-ханым (Сакаоглу называет её Зехрой-ханым) вместе с падчерицей переехала в Стамбул. Ещё находясь в египетском дворце Безмиара получила хорошее образование. Попав в высшее общество Стамбула, ей удалось очаровать его членов своими умением вести разговор и красотой. Вся столица говорила об этой девушке, и однажды султан Абдул-Меджид I услышал о ней и пригласил в султанский дворец. Абдул-Меджид I сразу влюбился в Безмиару и в 1849 году женился на ней. Сакаоглу же пишет, что султан заключил никях со свободной женщиной впервые после брака Османа II и Акиле-хатун. Чагатай Улучай отмечает, что такой брак противоречил дворцовым традициям.

### Жена султана
Сакаоглу иначе описывает знакомство с султанской семьёй: по прибытии в Стамбул со временем мачеха Безмиары смогла установить тесные связи с династией Османов и часто вместе с падчерицей бывала во дворце, где Безмиара показала свои таланты. В один из таких визитов Безмиару, игравшую на пианино, застал Абдул-Меджид I, много слышавший о гостье от домочадцев и пожелавший, чтобы она вошла в его гарем. Когда об этом прознала Зехра-ханым, она объявила султану, что Безмиара не рабыня-наложница, а удочерённая ею свободная девушка, и стать женщиной султана она сможет только через официальный брак. Абдул-Меджид согласился с условиями Зехры. После официальной церемонии Безмиара в шикарном платье, украшенном драгоценными камнями и жемчугом, с изумрудными, рубиновыми, бирюзовыми и бриллиантовыми украшениями на голове, шее и плечах с большим приданым в «свадебном шествии» прибыла в султанский дворец. Сакаоглу отмечает, что министр рыбного хозяйства Али Рыза-бей в своём труде «Стамбульская жизнь в прежние времена» пишет, что Безмиара сразу получила титул шестой жены (кадын-эфенди), поскольку с ней был заключён никях, а также для неё в гареме были приготовлены шикарные покои. При этом Харун Ачба пишет, что Безмиара получила титул пятой жены (кадын-эфенди), а Чагатай Улучай — что в гарем Безмиара вошла в качестве шестой икбал и позднее была повышена до статуса шестой кадын-эфенди. Сакаоглу же отмечает, что статус шестой икбал Безмиара получила, когда обручилась с султаном, а статус шестой жены — уже после свадьбы. Ахмед Джевдет-паша называет Безмиару пятой женой султана.
Мемуаристка Мелек-ханым, жена Кыбрыслы Мехмеда Эмина-паши, близко знакомая с Безмиарой, так писала о знакомстве и браке султана с ней: «Отношение Абдул-Меджида к Безмиаре-ханым, одной из его женщин, показывает, насколько далеко зашла его слабость. Однажды, когда Абдул-Меджид отправился навестить египетскую женщину, вдову знаменитого египетского паши Ибрагима (Исмаила), он увидел там молодую рабыню. Красота девушки так тронула его, что он не желал никого, кроме неё. Понимая, что она околдовала султана своим обаянием, молодая рабыня отказалась быть его наложницей. Она не стала слушать настойчивые уговоры, если не будет его официальной женой. Султан был очень удивлен таким поведением девушки. Несмотря на то, что его власть была велика, он не смог подчинить рабыню своим желаниям. С другой стороны, султан никогда не заключал брак. Если бы он заключил официальный брак, он нарушил бы все установленные правила. Абдул-Меджид принял очень неправильное решение из-за сильных эмоций и слабого характера. Он согласился жениться на женщине, в которую влюбился. Их свадьба была чрезвычайно великолепной, и он остался верен своей жене, что редко можно было увидеть у османских султанов. Абдулмеджид был влюблен и уважал свою жену. Он даже зашёл так далеко, что передал ей [на воспитание] своего семилетнего сына, мать которого умерла». Мелек-ханым продолжает: «Безмиара же вместо того, чтобы ответить на любовь султана взаимностью, предпочитала интриговать со слугами, садовниками и привратниками во дворце. Она ревновала и чувствовала обиду и ненависть к ребёнку (шехзаде Абдулазизу или Мураду), доверенному ей, из-за своей молодости и особого положения, и видела в нём непреодолимое препятствие. Ведь если бы она родила сына, не он бы взошёл на престол. Молодой наследник вёл себя плохо. И в итоге ненависть Безмиары к мальчику достигла такой степени, что однажды она укусила мальчика за руку словно дикое животное! [Сначала] никто не посмел рассказать султану о случившемся. Абдул-Меджид просто не принял бы такой правды о своей любимой жене. Однако верная рабыня нашла способ объяснить ситуацию своему господину, не подвергая себя опасности. Эта наложница время от времени развлекала султана карагёзом и имела привилегию устраивать небольшие театральные представления. Воспользовавшись этим, она решил сыграть некую комедию в присутствии султана. Героиней пьесы была слабая и неблагодарная жена, вышедшая замуж рабыня, влюбившая в себя султана, но интриговавшая со своими любимцами, избранными из низших слуг дворца, жестоко обращавшаяся с престолонаследником и в конце концов убившая его. Абдулмеджид понял смысл [представления], привёл молодого наследника и заставил его признаться в своих бедах, допросив его. Не следует думать, что султан тут же сошел с ума и приказал засунуть Безмиару в мешок и бросить в море. Гнев его был сдержанным, поэтому его мать Безмиалем велела посадить Безмиару в лодку со всеми её вещами на следующий день и отправить [её из дворца]».
Харун Ачба и Чагатай Улучай указывают другую причину, почему Безмиара покинула гарем: она так и не смогла привыкнуть к закрытой жизни в султанском дворце, разительно отличавшейся от её свободной жизни во дворце в Египте. Улучай также пишет, что у женщины начались конфликты с другими жёнами на почве ревности. В конечном итоге, Абдул-Меджид I дал Безмиаре развод. Министр рыбного хозяйства Али Рыза-бей пишет, что Безмиара не осознавала ценность своего положения, которому отдавали дань уважения в гареме, и, в конце концов, развелась с Абдул-Меджидом, а её приёмная мать Зехра-ханым, узнав о разводе, была так расстроена, что умерла от горя. Ахмед Джевдет-паша, с другой стороны, писал в своём труде Tezakir, что «Безми-ханым, пятая жена султана, развелась с ним из-за своего дурного характера и теперь (2 июня 1859) была замужем за военным Тевфиком-пашой. Всем это показалось очень некрасиво с её стороны, поскольку ранее такое было неслыханно».

### Второй брак
В 1859 году Безмиара вышла замуж за художника и военного деятеля (генерал-лейтенанта) Тевфика-пашу. По словам Мелек-ханым, которые цитирует Сакаоглу, «Безмиара после того, как покинула дворец, стала вести себя со всё возрастающим высокомерием. Установив откровенно тёплые отношения с человеком по имени Тевфик-паша, она бросил вызов султану и вышла замуж за этого мужчину. Это был первый пример в истории Османской империи, когда бывшая жена султана вышла замуж за обычного смертного. Абдулмеджид, казалось, был безразличен ко второму браку своей бывшей жены. Хотя у Тевфика-паши был небольшой доход, он совершал непомерные траты на развлечения, влезая в долги; он обманывал всех, кто имел с ним дело».
Султан Абдул-Азиз, взошедший на престол после смерти Абдул-Меджида I в 1861 году, обнаружил, что повторный брак Безмиары противоречил правилам династии и сослал её вместе с мужем, уволенным с военного поста, в Бурсу. Улучай и Сакаоглу так поясняют ситуацию со вторым браком Безмиары: разведёная женщина, достигшая статуса кадын-эфенди султана, не могла повторно выйти замуж при жизни первого мужа — это считалось огромным неуважением к султану, однако Абдул-Меджид I терпимо отнёсся к такой ситуации и не возражал против второго брака бывшей жены, в отличие от его единокровного брата, который фанатично следовал традициям. Тевфик-паша не смог свыкнуться с жизнью вне столицы, развёлся с Безмиарой, после чего ему было позволено вернуться в Стамбул. Сакаоглу, со слов Мелек-ханым, приводит такую версию дальнейшей судьбы Тевфика-паши: «Тевфик-паша был приговорён к смерти в качестве наказания за своё преступление. Его непростительное преступление было наказано с большим мастерством и осторожностью со стороны восточной дипломатии»; если верить тому, что писала Мелек-ханым, дворец отравил Тевфика-пашу, которого привезли в Стамбул, прибегнув к неким интригам.

### Третий брак и смерть
В Бурсе Безмиара снова вышла замуж: её избранником стал глава местного управления вакфов (эвкафа) Узун Ахмед-бей, и уже с ним она смогла вернуться в Стамбул, но не к привычной роскошной жизни. Безмиара растратила состояние, доставшееся ей от приёмной матери и, в конечном итоге, ей пришлось переехать в небольшой съёмный дом. Любовные похождения Безмиары, а затем и её дочери Джавидан, личность которой Безмиара пыталась скрыть, стали предметом сплетен и любовных романов, широко обсуждаемых в Стамбуле во второй половине XIX века.
Сакаоглу отмечает, что дата и место смерти Безмиары, а также место захоронения её тела неизвестны, однако Харун Ачба указывает, что скончалась она 25 января 1909 года и была похоронена в мавзолее Махмуда II.

## Потомство
У Безмиары была дочь Эмине Джавидан-ханым от второго или третьего брака, родившаяся в 1872 году. Оказавшись в нищете, Безмиара тайно передала дочь на воспитание Зейнаб-ханым, дочери Мухаммеда Али Египетского, и её мужу Камилю-паше.
Джавидан была дважды замужем. Её первым мужем в 1886 году стал сын Абдул-Меджида I от Айше Серфираз Ханым-эфенди шехзаде Сулейман Селим-эфенди; брак с шехзаде продлился около года и в 1887 году Джавидан получила развод. Причиной развода Сакаоглу называет ревность со стороны Сулеймана Селима. После развода Джавидан вновь уехала в Египет к приёмной матери, где познакомилась с принцем Хюсейном Камилем-пашой, сыном Исмаила Давуда-паши. 2 февраля 1891 года Джавидан и Хюсейн Камиль поженились, в этом браке родилось двое сыновей, однако и этот брак окончился разводом. Джавидан умерла в Египте, дата смерти неизвестна.

## Комментарии
1. ↑  Мнение Мелек-ханым о том, кто был шехзаде, переданным на воспитание Безмиаре, ошибочно: источники не упоминают среди детей Абдул-Меджида I сына с именем Абдулазиз, а мать Мурада Шевкефза-султан скончалась только в 1889 году[8][9][4], когда Абдул-Меджид уже был мёртв, а Безмиара находилась в изгнании в Бурсе[10][11].